# 잎벌레상과
잎벌레상과(Chrysomeloidea)는 대형 딱정벌레 상과의 하나이다. 잎벌레상과 곤충은 다른 모든 식식성(植食性, Phytophaga) 딱정벌레와 마찬가지로 몸의 네 번째 다리 마디가 줄어들어서 세 번째 마디에 의해 숨겨져 있다. 2개 과에 속하는 일부 종은 식물에게 중요한 해충이다. 수만 종을 포함하고 있으며, 대부분 하늘소과와 잎벌레과에 속해 있다.

## 하위 과
- 하늘소과 (Cerambycidae)
- 잎벌레과 (Chrysomelidae)
- Disteniidae
- 수중다리잎벌레과 (Megalopodidae)
- Orsodacnidae
- Oxypeltidae
- Vesperidae